# Konie (Radowo Małe)
Konie (deutsch Köhne) ist ein Wohnplatz in der Woiwodschaft Westpommern in Polen. Er gehört zur Gmina Radowo Małe (Gemeinde Klein Raddow) im Powiat Łobeski (Labeser Kreis).
Der Wohnplatz liegt in Hinterpommern, etwa 70 Kilometer östlich von Stettin und etwa 8 Kilometer südwestlich der Kreisstadt Labes. 
Der Gutsbezirk Köhne zählte im Jahre 1910 63 Einwohner. 
Später wurde der Gutsbezirk Köhne in die benachbarte Landgemeinde Zeitlitz eingemeindet, mit der Köhne bis 1945 zum Kreis Regenwalde der preußischen Provinz Pommern gehörte.
Nach dem Zweiten Weltkrieg kam Köhne, wie ganz Hinterpommern, an Polen. Der Ortsname wurde zu „Konie“ polonisiert. Heute liegt der Wohnplatz in der polnischen Gmina Radowo Małe (Gemeinde Klein Raddow), in der er zum Schulzenamt Siedlice (Zeitlitz) gehört.